# Кудашево (Рязанская область)
Кудашево — деревня в Рыбновском районе Рязанской области. Входит в Пощуповское сельское поселение.

## География
Находится в западной части Рязанской области на расстоянии приблизительно 16 км на северо-восток по прямой от железнодорожного вокзала в городе Рыбное.

## История
На карте 1850 года показана как поселение с 7 дворами. В 1859 году здесь (тогда деревня Рязанского уезда Рязанской губернии) было учтено 9 дворов.

## Население
Численность населения: 89 человек (1859 год), 7 в 2002 году (русские 72 %), 2 в 2010.